# Robert Schaffner
Robert Schaffner (* 24. Juli 1905 in Echternach; † 2. August 1979 in Locarno, Schweiz) war ein luxemburgischer Politiker (DP) und Verbandsfunktionär.

## Leben
Robert Schaffner, gelernter Schlossermeister, war der Sohn von Mathias Schaffner (1869–1940), der von 1924 bis 1940 Bürgermeister von Echternach und Abgeordneter der Rietspartei (Parti de la Droite/Rechtspartei) war, und dessen Ehefrau Sophie Diedeling. Robert Schaffners Tochter Mady (1934–2021) war von 1994 bis 1998 Bürgermeisterin der Stadt. Sie übergab das Amt an Jos Massard.

### Politisches Wirken
Robert Schaffner war seit den 1930er Jahren in der Pfadfinderbewegung aktiv und wurde deswegen während der deutschen Besatzung Luxemburgs von der Gestapo verfolgt.
Er war 1945 Gründungsmitglied des Groupement Patriotique et Démocratique (GPD), aus der 1955 die DP hervorging. Noch 1945 wurde er für den Kanton Echternach in die Chambre des Députés gewählt, wo er als Abgeordneter bis zu seinem Tode tätig war. Von 1945 bis 1947 war er zugleich erstmals Bürgermeister von Echternach. Von 1947 bis 1951 übernahm er im Kabinett von Pierre Dupong als Minister das Arbeits- und das Verkehrsministerium. Aufgrund seiner Initiative wurde 1948 die Luxembourg Airlines Company gegründet, die 1961 zu Luxair umstrukturiert wurde. Im Kabinett von Pierre Werner (CSV) war er von 1959 bis 1964 ein zweites Mal Minister für Arbeit und Sport. Trotz finanzieller Engpässe wurde unter anderem zu dieser Zeit der Bau der Großherzogin-Charlotte-Brücke ins Auge gefasst. Von 1970 bis 1979 war er nochmals Bürgermeister in Echternach.

### Weitere Ämter
In Echternach engagierte sich Schaffner im örtlichen Verschönerungsverein, war dort auch Vizepräsident und von 1963 bis 1964 amtierender Präsident. Von 1950 bis 1978 fungierte er als Generalkommissar der Fédération Nationale des Eclaireurs et Eclaireuses du Luxembourg (FNEL). Er war auch Gründungsmitglied der Internationalen Metall-Union (IMU) und dort von 1954 bis 1966 der erste Präsident. Ferner war er 1965 Gründungspräsident des Lions Club Echternach.

## Ehrungen
- 1946: Medal of Meritorious Conduct, The Scout Association[7]
- 1952: Kommandeurkreuz des Ordens der Eichenkrone
- 1964: Silver Wolf Award, The Scout Association[8]
- 1978: Ehrengeneralkommissar der FNEL

Nach ihm ist ein Verkehrskreisel an der Nationalstraße 2 und das 1984 eingeweihte Chalet Robert Schaffner im Pfadfinderlager Echternach benannt.